# Уничтожение СУ-30 под Тверью
Уничтожение Су-30 под Тверью — событие с истребителем СУ-30М2 ВВС России, произошедшее 22 сентября 2020 года. Самолёт-истребитель СУ-30М2 из 790-го истребительного авиационного полка ВВС России во время учений был сбит по ошибке очередью из авиационной пушки истребителем этого же полка СУ-35С недалеко от Твери. В результате инцидента самолет упал и разбился, два члена его экипажа катапультировались и уцелели. По итогам происшествия были возбуждены уголовные дела статье 351 УК РФ против обслуживавших сбивших его истребитель СУ-35С техников Эрбеткина и Соломинцева и пилотировавшего его летчика майора Василия Савельева.
Учебно-тренировочный полет истребитель совершал совместно с истребителем Су-35. По плану тот должен был произвести фотострельбу — заснять преследуемый самолет из фотокамеры после захода на цель. Однако вместо этого он произвел выстрел из авиапушки. По данным РЕН ТВ, возможной причиной этого могла быть техническая неисправность. Различные источники уточняют, что следователи не исключают версию самопроизвольного выстрела или ошибки наземных технических служб, которые не отключили оружие.